# پولسزین - زدروج
پولسزین - زدروج (به لاتین: Połczyn-Zdrój) یک شهر و گمینا در لهستان است که در گمینا پووچن-زدروی واقع شده‌است. پولسزین - زدروج ۷٫۲۱ کیلومتر مربع مساحت و ۸٬۵۷۲ نفر جمعیت دارد.